# Etung

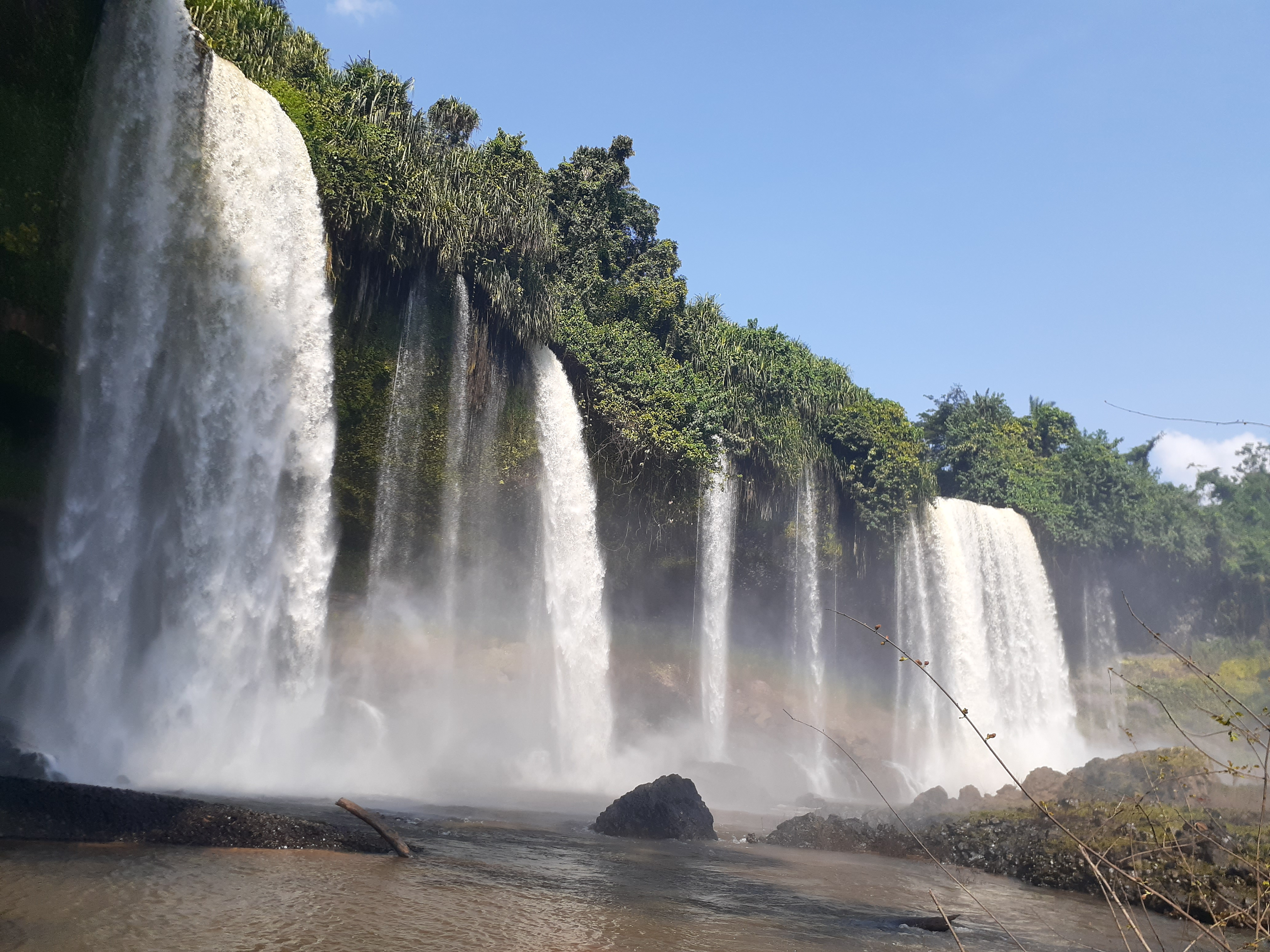
Les chutes d'Agbokim en Etung. Novembre 2020.

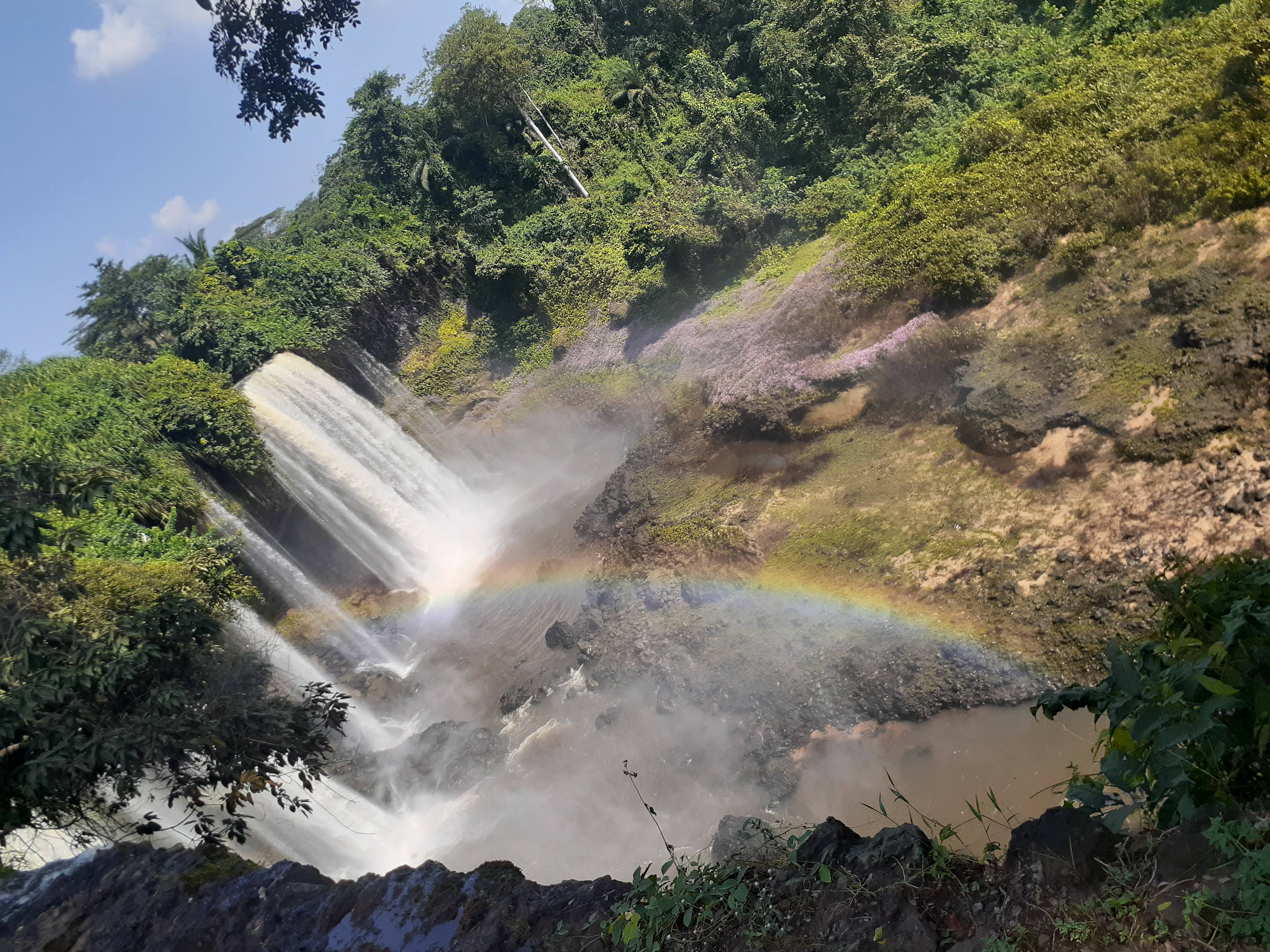
Les chutes d'Agbokim vues de haut en Etung. Novembre 2020.

Etung est une zone de gouvernement local de l'État de Cross River au Nigeria,.

## Source
- (en) Cet article est partiellement ou en totalité issu de l’article de Wikipédia en anglais intitulé « Etung » (voir la liste des auteurs).